# Ферфилд Глејд (Тенеси)
Ферфилд Глејд (енгл. Fairfield Glade) насељено је место без административног статуса у америчкој савезној држави Тенеси.

## Демографија
По попису из 2010. године број становника је 6.989, што је 2.104 (43,1%) становника више него 2000. године.
| Група             | 2000.         | 2010.         |
| Белци             | 4.808 (98,4%) | 6.822 (97,6%) |
| Афроамериканци    | 26 (0,5%)     | 38 (0,5%)     |
| Азијати           | 9 (0,2%)      | 18 (0,3%)     |
| Хиспаноамериканци | 21 (0,4%)     | 69 (1,0%)     |
| Укупно            | 4.885         | 6.989         |